# Districte de Sholapur
El districte de Sholapur o Solapur és una divisió administrativa de Maharashtra a l'Índia amb capital a Sholapur o Solapur, format per les conques del Bhima i el Seena o Sina. La superfície és de 14.886 km² i la població de 3.849.543 habitants.

## Administració
El districte està format per tres subdivisions;
- Solapur
- Madha (Kurduwadi)
- Pandharpur

i deu talukes:
- North Solapur
- Barshi
- Akalkot
- South Solapur
- Mohol
- Mangalwedha
- Pandharpur
- Sangola
- Malshiras
- Karmala
- Madha.

## Història
A l'inici de l'era cristiana fou part dels territoris dels satavahanes (andhra) amb capital a Paithan a la riba del Godavari, a 240 km al nord-oest de Sholapur; els chalukyes hi van governar de vers el 550 a vers el 750 i després els rashtrakutes fins al 973, retornant després els chalukya occidentals fins al 1156, i els yadaves fins a la conquesta musulmana als primers anys del segle xiv. La primera invasió musulmana es va produir el 1294 però els yadaves van existir fins al 1318.
En aquest darrer any es va començar a nomenar governadors del sultà de Delhi amb seu a Deogiri (des de 1338 Daulatabad = La llar de la Riquesa). El 1346 hi va haver disturbis a la zona que fou saquejada per oficials de Delhi; aquest i altres fet van portar a la revolta dels nobles del Dècan dirigits per un soldat de nom Hasan Gangu; la revolució va ser un èxit (1347) i va establir un sultanat independent sota la dinastia bahmànida que va governar durant un segle i mig. El 1489 Yusuf Adil Shah governador de la província de Bijapur es va fer independent i va atacar els territoris al nord fins al riu Bhima. Durant els 200 anys següents Sholapur va pertànyer al sultanat de Bijapur o al sultanat d'Ahmednagar.
El 1668 per un tractat entre Aurangzeb i Ali Adil Shah de Bijapur el fort de Sholapur fou cedit als mogols a canvi de la pau. La decadència mogol després del 1707 va obrir la via als marathes, independitzats de Bijapur, que després de la mort de Sivaji havien acabat dominats pels mogols. El 1724 Sholapur va quedar dins els dominis del nizam però el 1795 els marathes li van arrabassar i el territori, que fou agregat als dominis del peshwa.
El peshwa va governar fins al 1818. la tercera Guerra Maratha de 1817 a 1818 va donar als britànics 430 pobles; les batalles principals foren les de Pandharpur (1817) i Ashta (1818) i el setge de Sholapur (1818). Al territori cedit pels marathes es van afegir 232 pobles cedits pel nizam el 1822. Aquestos territoris van formar part dels districtes de Poona i Ahmednagar i posteriorment la major part va formar el districte de Sholapur el 1838 encara vinculat en alguns aspectes al districte d'Ahmednagar, que incloïa Barshi, Mohol, Madha, Karmala, Indi, Hippargi i Muddebihal Sub-divisions; el 1848 va morir el raja de Satara i la dinastia fou declarada extinta, passant el principat per lapse als britànics formant el districte de Satara. El 1864 el districte de Sholapur fou abolit però reconstituït el 1871 amb Solapur, Barshi, Mohol, Madha i Karmala i dues subdivisions del districte de Satara (Pandharpur, Sangola) i més tard (1875) una tercera, Malshiras, amb un total de 488 pobles abans de Satara.
Fou part de la Divisió Central de la presidència de Bombai. La superfície era d'11.761 km². Els rius principals eren el Bhima amb els seus afluents Man, Nira i Sina, tots corrent en direcció sud-oest excepte el Man que corre al nord-est. El llac artificial Ekruk era el dipòsit principal d'aigua del districte i un dels principals de la presidència. Tenia 7 ciutats i 712 o 718 pobles. La població era: 720.203 (1872) 583.411 (1881) 750.689 (1891) i 720.977 (1901).
Administrativament estava dividit en set talukes, en dues subdivisions (Sholapur i Pandharpur): Karinala, Barsi, Malsiras, Madha, Pandharpur, Sholapur i Sangola.
Les ciutats principals eren Sholapur, Pandharpur, Barsi i Karmala i eren municipalitats totes quatre i a més a més Sangola. La taluka de Sholapur mesurava 2.196 km² i tenia una ciutat (Sholapur amb 75.288 habitants el 1901) i 151 pobles amb una població de 203.905 habitants.
La llengua vernacular era el marathi (82%) amb el canarès parlat al sud del districte; el 91% són hindús i el 8% musulmans. Entre les castes els bramans, deshasths, vaishya vanis, lingayats o lingayat vanis, marathes, malls (khirsagurs i rauts), salis, koshtis, devangs, chamars, dhangars, bargis, hatgars, kutigars, kolis (maratha kolis i panbhari kolis), mahars i mangs.
El col·lector de Sholapur era ex officio l'agent polític a l'estat d'Akalkot.
El 1947 va passar a la província i després (1950) estat de Bombai i el 1960 quan es va fraccionar va esdevenir part de Maharashtra.

## Arqueologia
- Temples de Hemadpanti a Bavi
- Restes yadaves a Mohol, Maisiras, Nateputa, Velapur, Pandharpur, Pulunj, Kandalgaon, Kasegaon i Marde.
- Tomba de la germana d'Aurangzeb a Begampur.